# Coleophora vibicella
Coleophora vibicella là một loài bướm đêm thuộc họ Coleophoridae. Nó được tìm thấy ở châu Âu phía nam line running from Đảo Anh to Ukraina. It has not been recorded from Ireland and the Balkan Peninsula.
Sải cánh dài 16–24 mm. Adults are yellowish with white markings. They are on wing in tháng 8 in miền tây Europe.
Ấu trùng ăn Chamaespartium sagittale, Genista tinctoria and Vicia,

## Hình ảnh

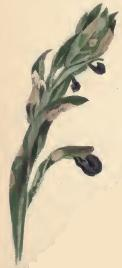
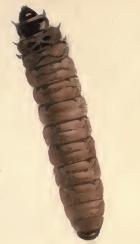
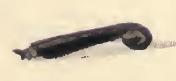